# یلماز اردوغان
یلماز اردوغان ((به ترکی استانبولی: Yılmaz Erdoğan)؛ زادهٔ ۴ نوامبر ۱۹۶۷) فیلم‌ساز، بازیگر و شاعر اهل ترکیه است.
وی از سال ۱۹۹۵ میلادی تاکنون مشغول فعالیت بوده است. از فیلم‌هایی که وی در آن نقش داشته است می‌توان به روزی روزگاری در آناتولی، فصل کرگدن، رویای پروانه و آب‌شناس اشاره کرد.